# 陳孚木

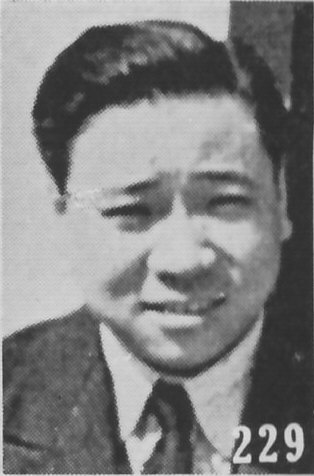
陳孚木

陈孚木（1892年—1959年），字公谟，广东东莞人。中華民國以及汪精衛政權政治人物。雲南講武堂畢業。

## 生平
陈孚木毕业於云南讲武学堂，後任《民国日报》记者。1925年8月25日任广州国民政府审查廖案特别法庭监察委员。1926年3月18日任广州国民政府监察院监察委员。1926年10月20日任广东省务会议农工厅厅长，1926年11月10日至1927年7月9日任广东省务委员会农工厅厅长兼省政务委员会委员。1927年任武汉国民政府监察院监察委员。7月2日至7月27日任浙江省政务委员会政务委员兼农工厅厅长。
1931年12月2日当选中国国民党第四届候补中央执行委员，并担任第四届中央党部宣传委员会委员。1932年1月6日至11月24日任国民政府交通部政务次长。是年4月2日任国民政府侨务委员会常务委员，5月去职，后任招商局经理。
後來投靠汪精衛政權。1940年12月17日增选为汪精衛政權中国国民党中央委员会委员。1941年5月任汪精衛政權东亚联盟中国总会上海分会常务理事兼书记长。1942年12月任汪精衛政權新國民運動促進會上海分会委员。
日本投降後加入新四軍。不久前往大连，任国华银行董事长。1951年前往香港，1957年前往广州，擔任广东省侨务委员会参事，1959年因心脏病在广州去世。